# Podolí (Přerov)
Podolí é uma comuna checa localizada na região de Olomouc, distrito de Přerov.